# Petritorwall

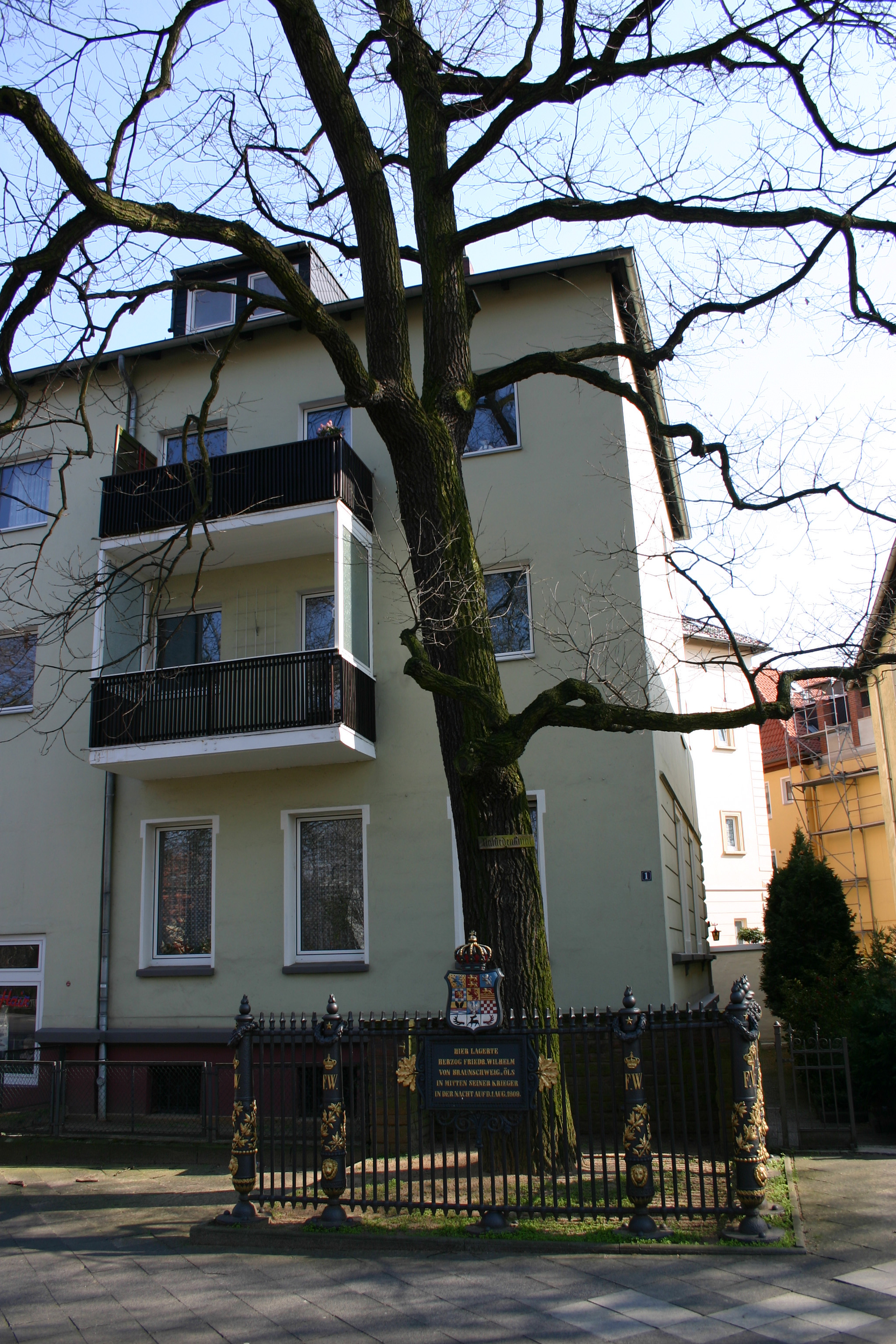
Die Friedrich-Wilhelm-Eiche

Der Petritorwall ist eine Straße in der Innenstadt von Braunschweig. Die Straße entstand Anfang des 19. Jahrhunderts als Teil der Wallpromenade um die Braunschweiger Altstadt. Der Verlauf bzw. die Straßenfläche des Petritorwalls ist denkmalgeschützt. Der nördliche Teil des Petritorwalls erweitert sich zwischen den Straßen „Am Alten Petritore“ und „Am Neuen Petritore“ zu einer platzartigen Straße. Vor den Zerstörungen des Zweiten Weltkriegs nahm die Straße dort den Verkehr zwischen der Celler Straße und dem Radeklint in der Altstadt auf. Benannt wurde sie nach dem ehemaligen Petritor, einem der mittelalterlichen Stadttore, und hieß früher Petrithor-Promenade.
Im Norden geht die Straße in den Inselwall über und im Süden in den Hohetorwall.

## Geschichte
Ab 1803 wurden die Festungsanlagen Braunschweigs unter Leitung des Architekten Peter Joseph Krahe (1758–1840) abgetragen und umgestaltet. Auf den ehemaligen Wallanlagen wurden Promenaden errichtet. Zunächst entstanden an den Promenaden Gärten mit Gartenhäusern, im Laufe des 19. Jahrhunderts wurden diese nach und nach mit Villen bebaut.
Anfang des 19. Jahrhunderts befand sich am Petritorwall im Westlichen Umflutgraben das Flussbad des Herrn Kaulitz. 1863 wurden auf dem Wall Gaslaternen eingeführt. Am Petritorwall besaß einst die Gartengesellschaft einen Garten mit einer Größe von zwei Morgen. Die Gesellschaft bestand seit 1831 und wurde durch den Bankier Carl Dietrich Löbbecke gegründet. Nachdem der Petritorwall zur Jahrhundertwende weiter bebaut wurde, musste das Grundstück der Gesellschaft aufgegeben werden. 1854 ließ sich der Unternehmen Hermann Buchler für sich und seine Ehefrau von dem Braunschweiger Architekten Louis Kuhne Petritorpromenade 25 die Villa Buchler im Neo-Tudorstil erbauen. Die Villa wurde 1944, im Zweiten Weltkrieg schwer beschädigt, ihr Ruine 1966 abgerissen. Heute befinden sich dort moderne Wohnhäuser. 1868 wurde die Villa am Petritorwall 26 erbaut. Das heutige Baudenkmal wurde nach Plänen des Architekten Friedrich Lilly (1835–1906) im klassizistischen Stil errichtet.
Zur Waterloo-Gedenkfeier am 18. Juni 1850 wurde eine Eiche (die später als Friedrich-Wilhelm-Eiche benannt wurde) gepflanzt. Am 1. August 1961 fand die Einweihung der Eiche zur Erinnerung an den Durchzug des Herzogs Friedrich Wilhelm durch Braunschweig im Jahr 1809 statt.
Das Grundstück Petritorwall 30 wurde 1923 durch die jüdische Familie Scheyer erworben. Nachdem die Scheyers erfolglos versuchten das Grundstück in der Zeit des Nationalsozialismus zu verkaufen und 1939 aus Deutschland geflohen sind, wurden Haus und Grundstück arisiert. Nach dem Krieg beantragten die Scheyers eine Rückübertragung von Haus und Grundstück, die 1950 vollzogen wurde.
Beim zweiten Luftangriff auf Braunschweig durch britische Flieger am 10. und 11. Februar 1941 wurde der Petritorwall durch mehrere Brandbomben getroffen. Dabei gerieten einzelne Dachstühle in Brand, die schnell wieder gelöscht werden konnten. Beim neunten Luftangriff am 10. Februar 1944 wurde der Petritorwall erneut getroffen. Am 20. Oktober 1946 wurde die neuerbaute Emmauskapelle am Petritorwall 11 geweiht. Sie wurde durch die freikirchliche „Evangelische Gemeinschaft“ erbaut.
Am 25. Juli 1963 wurde der Straßendurchbruch von der Celler Straße und dem Petritorwall bis zum Radeklint freigegeben. Dieser wurde zunächst „Am Petritore“ benannt, später erfolgte eine Einbeziehung der Straße in die Celler Straße.
Von 2009 bis 2011 erfolgte der Umbau und die Sanierung der Villa am Petritorwall 12. Das Gebäude, dessen Fassade denkmalgeschützt ist, verfiel lange Zeit zur Ruine. Die Villa mit Klinkersteinfassade wurde 1882 errichtet. Entgegen früheren Bekundungen wurden die Innenwände nicht stehen gelassen und das komplette Gebäude entkernt. Daneben auf dem Grundstück Petritorwall 14 entstand ein Wohnhaus-Neubau. Unter anderem dieser Neubau und weitere geplante Investitionen führten zu Kontroversen zur Bebauung am Wallring. Man sah das Stadtbild der Wallanlagen bedroht und es begannen rege Diskussionen zur zukünftigen Gestaltung des Wallrings. Und die Stadtverwaltung kündigte eine Anpassung des Bebauungsplans an, der aus dem Jahr 1939 stammte.